# Onthophagus neocolobus
Onthophagus neocolobus är en skalbaggsart som beskrevs av Scheuern 1996. Onthophagus neocolobus ingår i släktet Onthophagus och familjen bladhorningar. Inga underarter finns listade i Catalogue of Life.